# 曲げわっぱ

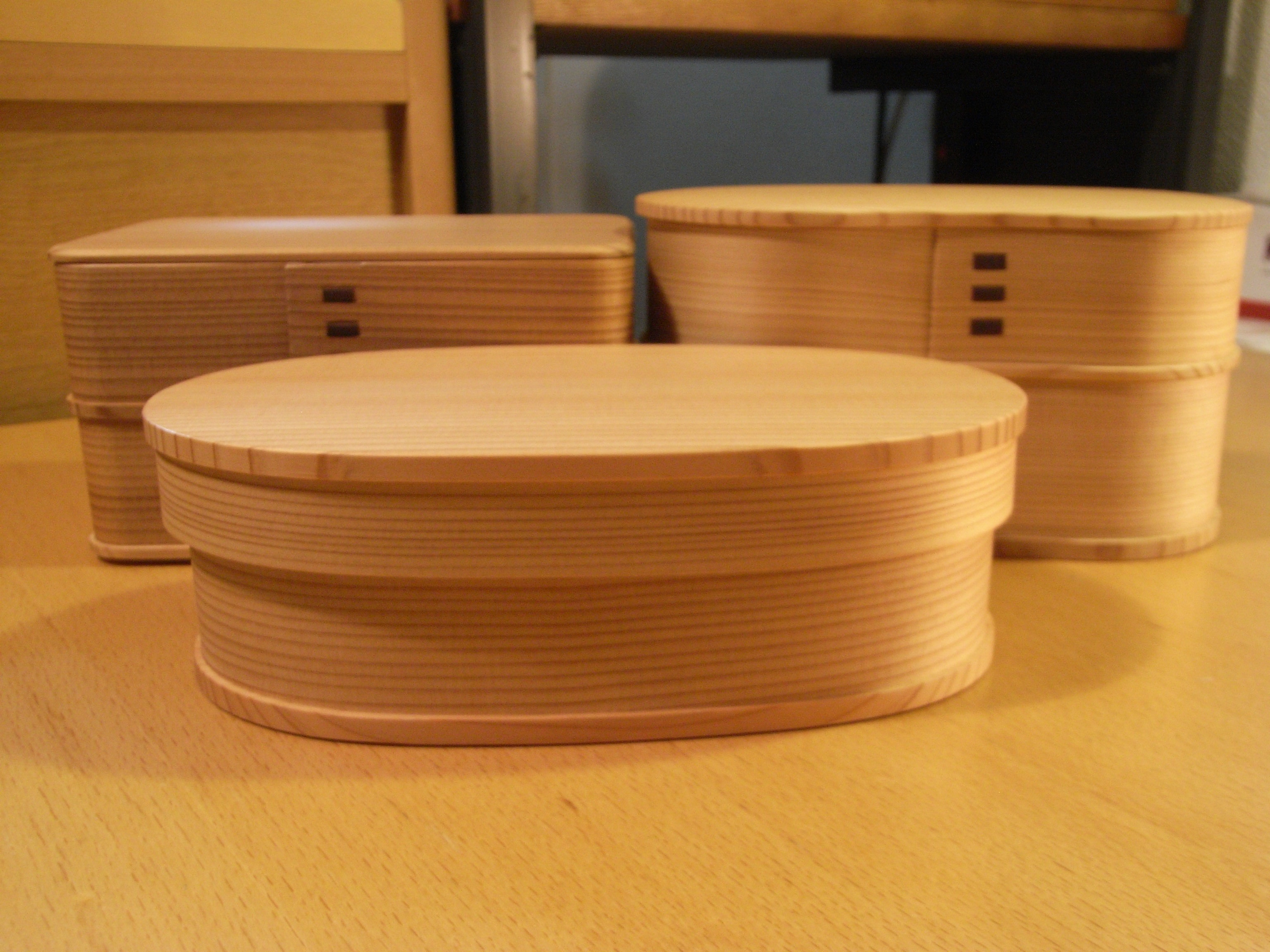
曲げわっぱ

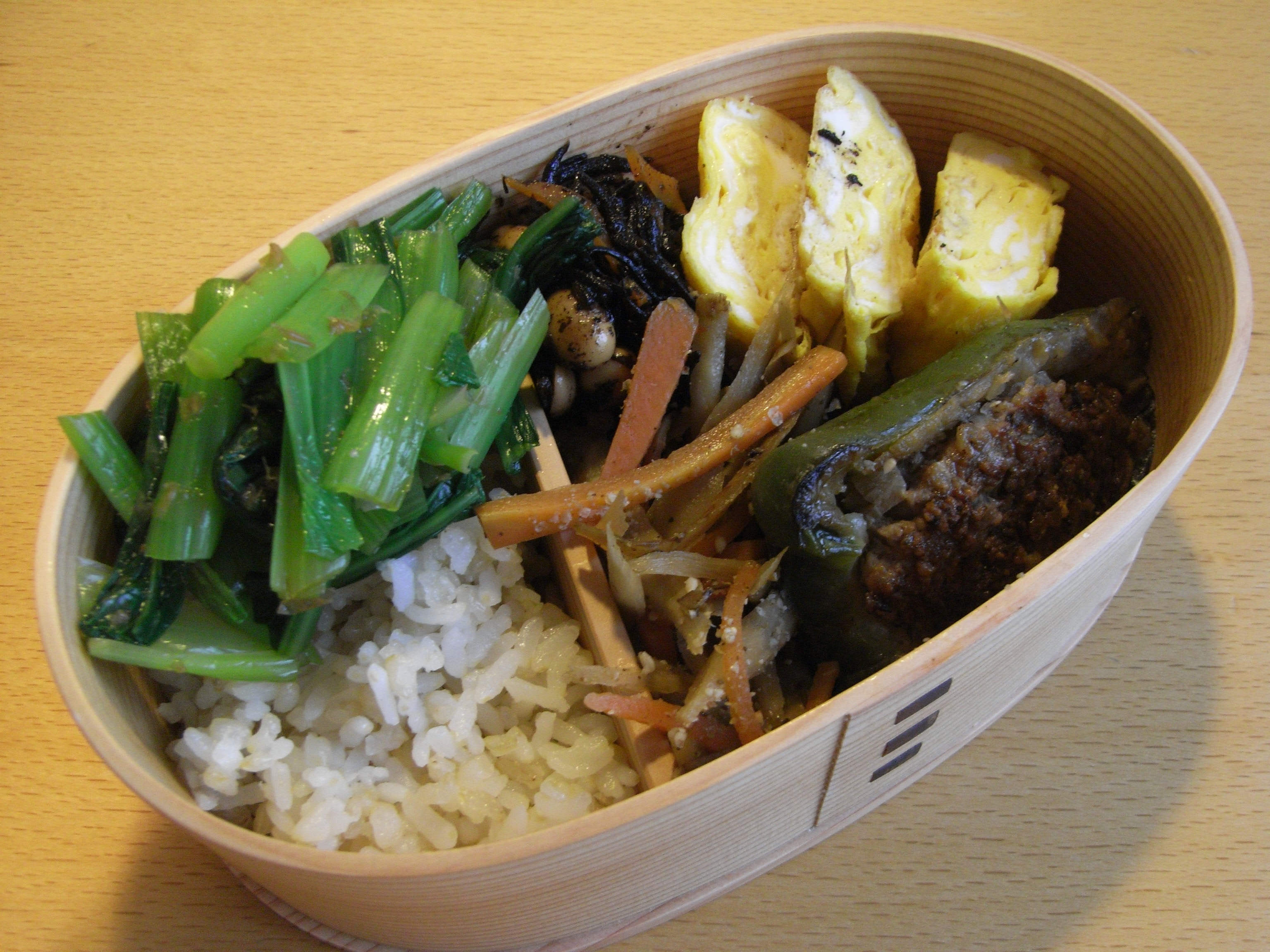
使用例

曲げわっぱ（まげわっぱ）とは、スギやヒノキなどの薄板を曲げて作られる円筒形の木製の箱のこと。
曲物であり、本体とふたで一組になる。主に米びつや、弁当箱として使われる事が多い。

## 解説
地域により呼称は異なるが、日本各地の伝統工芸品となっており、青森県南津軽郡藤崎町のひばの曲物、秋田県大館市の大館曲げわっぱ、静岡県静岡市の井川メンパ、長野県塩尻市奈良井宿の木曽ヒノキを使用したメンパ、三重県尾鷲市の尾鷲ヒノキを使用した尾鷲わっぱ、山形県の大平面桶、福島県の檜枝岐ワッパ、栃木県の日光曲物、群馬県の入山メンパ、奈良県の洞川柄杓、吉野三方、徳島県の拝宮ネッパ、福岡県の杉の博多曲物など各種ある。この他にも、那須や京都、熊本県の一勝地曲げなどの産地はあるが、今の時代では良い木材の入手難や、後継者不足で廃業や規模縮小を余儀なくされているところが多い。
わっぱ飯などに使用される。

## 特徴
ご飯が傷みにくく、軽量で持ち運びがしやすいといった実用品としての利点がある。ヒノキや秋田杉の美しい木目と色合い、香りの良さ、普遍的なデザイン等が再認識され、老若男女問わず根強い人気がある。　
原材料が天然木のため、湿気に弱く、傷みやすいといった欠点もある。本来は無塗装の白木で使われていたが、現在は耐久性を向上させるために漆やウレタンを塗ってある製品が主流となっている。

## 歴史
木材を曲げて器を作る「曲物」は、中国では「巻木」と書き、すでに漢の時代には長沙馬王堆墳墓の出土品に見られる。紀元前200年頃、中国で精巧な漆器木地として曲物が盛んに利用されていた頃、日本でも既に漆塗曲物は存在していた。曲物は、はじめは柔軟な樹皮をそのまま曲げて、端をとめて円形の側板にしたのだろうと推察される。
1996年発掘の秋田市添川の平戸川遺跡では、ケヤキ素材の曲物容器が見つかっている。底板直径が34.1cm、厚さ2.2cm、側板高さ5.0cm、厚さ3mmの樹皮でできている。これは縄文晩期の約2800年前のもので、曲げわっぱは既に縄文晩期には実用化されていた。
新潟県北蒲原郡加治川村にある縄文晩期週末約2500年前の川に沿った大規模な集落の吉川遺跡は、湖底に埋没した低湿地遺跡で、有機質遺物が豊富で曲物も見つかっている。見つかったのはケヤキの樹皮製で長さ16.1cm、幅16.5cm、厚さ0.9cmの板状の樹皮と、長さ6.3cm、幅1.2cm、厚さ0.9cmの細長い板状のもので、これらには幅4-6cm、厚さ1mm以下の綴じ紐が残存していた。